# 3 lits pour un célibataire
 (décembre 2023).
Pour plus de détails, voir Fiche technique et Distribution.
3 lits pour un célibataire (Worth Winning) est un film américain réalisé par Will Mackenzie, sorti en 1989.

## Synopsis
L'ami d'un homme lui parie un Picasso contre son chalet de pêche s'il peut se fiancer à 3 femmes différentes.

## Fiche technique
- Titre : 3 lits pour un célibataire
- Titre original : Worth Winning
- Réalisation : Will Mackenzie
- Scénario : Josann McGibbon et Sara Parriott
- Musique : Patrick Williams
- Pays d'origine :  États-Unis
- Sociétés de production : 20th Century Fox
- Genre : Comédie romantique
- Durée : 101 minutes
- Date de sortie : 27 octobre 1989

## Distribution
- Mark Harmon : Taylor Worth
- Madeleine Stowe : Veronica Briskow
- Lesley Ann Warren : Eleanor Larimore
- Maria Holvöe : Erin Cooper
- Mark Blum : Ned Broudy
- Andrea Martin : Clair Broudy
- Tony Longo : Terry Childs
- Alan Blumenfeld : Howard Larimore
- Brad Hall : Eric
- Jon Korkes : Sam
- Arthur Malet : Ticket Taker
- Joan Severance : Lizbette
- David Brenner : Charity Ball Auctioneer
- Devin Ratray : Howard Larimore, Jr.